# Емельянов, Сергей Александрович (космонавт)
Сергей Александрович Емельянов (3 августа 1951, Каменск-Уральский, Свердловская область, РСФСР — 5 декабря 1992, Москва) — инженер-механик, заместитель начальника отдела, космонавт-испытатель НПО «Энергия» (7-й набор).

## Биография

### Ранние годы и образование
Родился 3 августа 1951 года в городе Каменск-Уральский в Свердловской области, в семье Емельянова Александра Петровича, заместителя начальника цеха Уральского алюминиевого завода, и Емельяновой (Коровина) Валентины Ивановны, инженера металлургического НИИ.
Учился в средней школе № 20 города Каменск-Уральский. По окончании школы в 1968 году поступил в Московский авиационный институт, который окончил в 1974 году по специальности «Производство ЛА» и получил диплом инженера-механика.
Окончив институт с 1974 года работал в Головном конструкторском бюро НПО «Энергия», с 1 апреля в должности инженера 112-го отдела, а с 1 марта 1975 года — 012-го отдела. Занимался разработками новой модификации транспортного космического корабля «Союз» — 7К-ТМ с андрогинным стыковочным узлом (изделие 11Ф615А12 или 11Ф615М). В 1976 году провел расчеты по изделию 5М.
С 1978 по 1983 год продолжал работать в Головном конструкторском бюро НПО «Энергия». Занимался разработками материалов и испытаниями разгонного блока ДМ (11С86), транспортного космического корабля «Союз» — 7К-ТМ (изделия — 11Ф732, 11Ф615А12, 11Ф615А8) и долговременной орбитальной станции «Салют-7» (изделие 27К).

### Космическая подготовка
Пройдя медицинское обследование в Институте медико-биологических проблем РАН для набора в отряд космонавтов НПО «Энергия», 3 декабря 1982 года получил допуск к специальным тренировкам. 15 февраля 1984 года решением Государственной межведомственной комиссии был рекомендован к зачислению кандидатом в отряд космонавтов НПО «Энергия». 13 апреля 1984 года был назначен на должность кандидата в космонавты-испытатели 291-го отдела НПО «Энергия». С 1985 по 1986 года проходил общекосмическую подготовку в Центре подготовки космонавтов имени Ю. А. Гагарина.
28 ноября 1986 года решением Межведомственной квалификационной комиссии ему была присвоена квалификация космонавта-испытателя. 11 февраля 1987 года вступил в должность космонавта-испытателя, заместителя начальника 291-го отдела (отряда космонавтов) НПО «Энергия».
С 1986 по 1987 год вместе с Александром Александровичем Волковым проходил подготовку в качестве бортинженера третьего (резервного) экипажа пилотируемого космического аппарата «Союз ТМ-2» по программе второй основной экспедиции (ЭО-2) на орбитальный комплекс «Мир».
Затем с марта по май 1987 года проходил подготовку совместно с Александром Александровичем Волковым и Александром Владимировичем Щукиным в качестве бортинженера второго (дублирующего) экипажа космического корабля «Союз ТМ-4» по программе третьей основной экспедиции (ЭО-3) на орбитальный комплекс «Мир». В мае 1987 был выведен из экипажа по состоянию здоровья и заменен Александром Юрьевичем Калери.
9 июля 1992 года был отчислен из отряда космонавтов по состоянию здоровья.

### Профессиональная деятельность после космической подготовки
С июля 1992 года работал менеджером АО ТПК «Продмаркет».

## Смерть
Умер 5 декабря 1992 года от инфаркта миокарда. Похоронен на Щербинском кладбище в Москве.